# Sibiu Open 2021
Il Sibiu Open 2021 è stato un torneo maschile tennis professionistico. È stata la 10ª edizione del torneo, facente parte della categoria Challenger 80 nell'ambito dell'ATP Challenger Tour 2021, con un montepremi di 44 820 €. Si è svolto dal 27 settembre al 3 ottobre 2021 sui campi in terra rossa del Tenis Club Pamira di Sibiu, in Romania.

## Partecipanti

### Teste di serie
| Nazionalità          | Giocatore          | Ranking* | Testa di serie |
| -------------------- | ------------------ | -------- | -------------- |
| Italia               | Stefano Travaglia  | 98       | 1              |
| Moldavia             | Radu Albot         | 104      | 2              |
| Slovacchia           | Alex Molčan        | 118      | 3              |
| Bosnia ed Erzegovina | Damir Džumhur      | 129      | 4              |
| Rep. Ceca            | Zdeněk Kolář       | 149      | 5              |
| Svizzera             | Marc-Andrea Hüsler | 159      | 6              |
| Australia            | Thanasi Kokkinakis | 183      | 7              |
| India                | Sumit Nagal        | 185      | 8              |

* Ranking al 20 settembre 2021.

### Altri partecipanti
I seguenti giocatori hanno ricevuto una wild card per il tabellone principale:
- Victor Vlad Cornea
- Vlad Andrei Dancu
- Petros Tsitsipas

Il seguente giocatore è entrato in tabellone come lucky loser:
- Elmar Ejupovic

I seguenti giocatori sono passati dalle qualificazioni:
- Yan Bondarevskiy
- David Ionel
- Yshai Oliel
- Ștefan Paloși

## Campioni

### Singolare
Stefano Travaglia ha sconfitto in finale  Thanasi Kokkinakis con il punteggio di 7–6(4), 6–2.

### Doppio
Alexander Erler /  Lucas Miedler hanno sconfitto in finale  James Cerretani /  Luca Margaroli con il punteggio di 6–3, 6–1.